# Sucs
|  | Aquest article tracta sobre l'entitat municipal descentralitzada. Vegeu-ne altres significats a «Sucs (desambiguació)». |

Sucs és una entitat municipal descentralitzada de Lleida.

## Demografia
La vila va estar despoblada des del segle xvii fins a la segona meitat del segle xx, quan l'Institut Nacional de Colonització la recuperà. L'any 2018 tenia 568 habitants.
| 1990 | 1991 | 1994 | 1995 | 1996 | 2001 | 2003 | 2005 | 2018 | 2019 |
| ---- | ---- | ---- | ---- | ---- | ---- | ---- | ---- | ---- | ---- |
| 657  | 653  | 653  | 653  | 637  | 616  | 625  | 629  | 580  | 568  |

.